# Подводные лодки типа «Готланд»
Подводные лодки типа «Готланд» (швед. Gotlandklass) — серия шведских дизель-стирлинг-электрических подводных лодок.

## История проекта

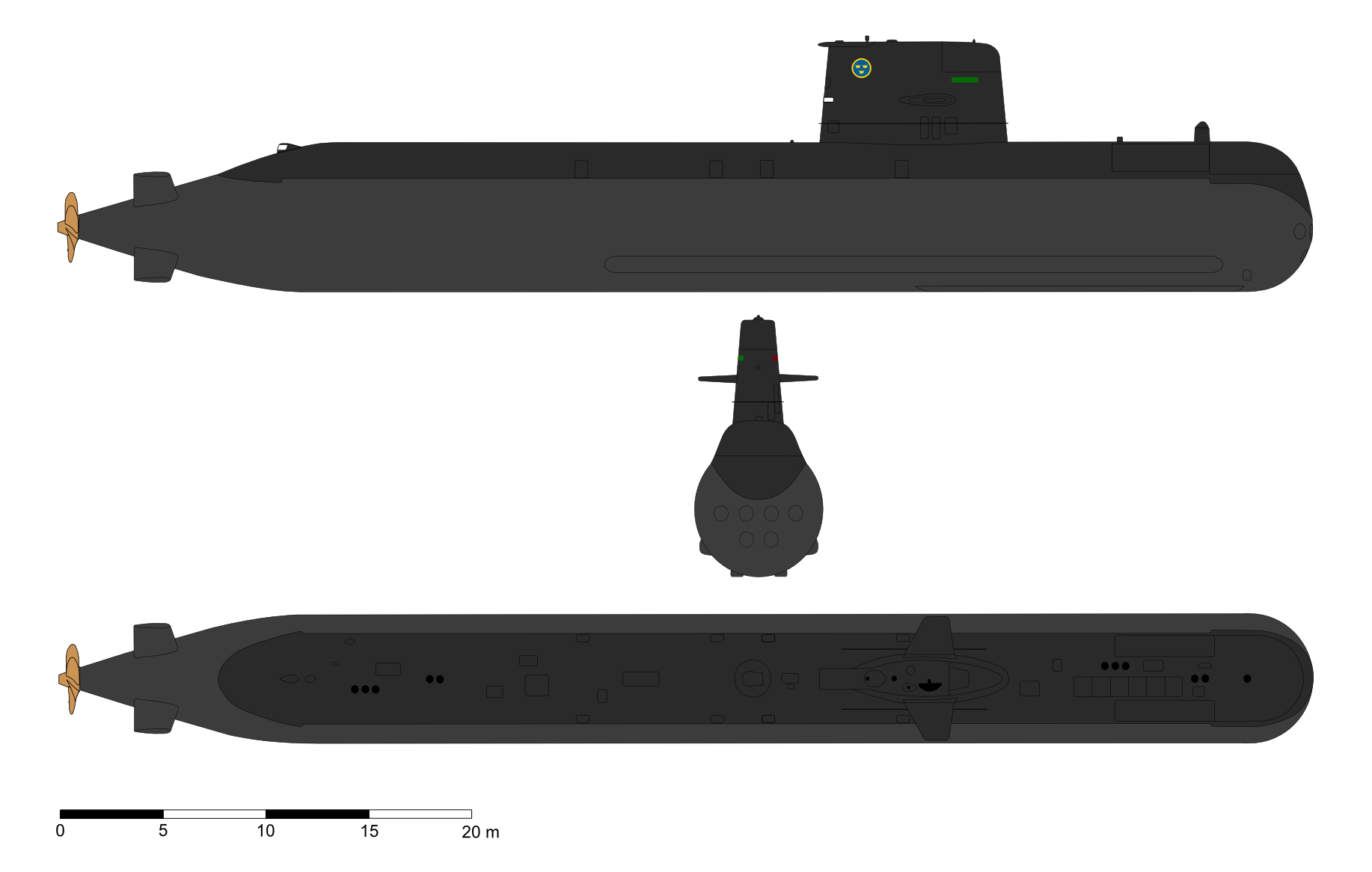
проекции ДПЛ «Готланд»

Спроектированы в 1985—1990 годах фирмой Kockums, три подводные лодки этого типа были построены в 1992—1997 годах на верфях Kockums в Мальмё. Они стали первыми в мире серийными подводными лодками, использующими воздухонезависимые двигатели Стирлинга. 
В 2005—2007 годах подводная лодка «Готланд» была сдана в лизинг США для использования на учениях в качестве подводного противника. Шведские моряки наглядно показали своим американским коллегам насколько сложна оборона от современных неатомных субмарин, имеющих очень низкий уровень шума. В ходе учений подводная лодка «Готланд» успешно вышла в атаку и «потопила» атомный авианосец Ronald Reagan типа «Нимиц».
В настоящее время на базе проекта «Gotland» компания Kockums ведёт разработку дизель-стирлинг-электрической ПЛ проекта А26 нового поколения.

## Энергетическая установка
На лодках установлены два 16-цилиндровых дизельных двигателя MTU 16V-396 (2980 л. с.) или два дизель-генератора Hedemora V12A/15-Ub (3600 л. с.) дающих ток электродвигателям, передающие на гребные валы мощность 1800 л. с. Скорость в надводном положении 11 узлов, в подводном 20 узлов.

### Система AIP
Отличительной особенностью лодки является установленный в дополнение к дизелям двигатель Стирлинга Kockums v4-275R Mk III, использующий находящийся на борту жидкий кислород. Использование комбинированной воздухонезависимой двигательной установки AIP (air-independent propulsion) позволяет подводным лодкам данного типа оставаться под водой до 30 суток вместо обычных нескольких дней, что существенно затрудняет её обнаружение. До появления подобных установок подводное положение в течение недель было прерогативой только атомных подводных лодок.

## Система управления
«Готланд» впервые в мире был оснащён автоматизированной системой боевого управления (АСБУ), подключённой к сети Интернет. АСБУ позволяет полностью обеспечить все режимы плавания и следить одновременно за 95 целями. Такая степень автоматизации позволила уменьшить экипаж до 28 человек.

## Вооружение
- 4 носовых 533-мм торпедных аппаратов;
  - 12 тяжелых противокорабельных торпед Bofors Underwater Systems Type 613, несущие боеголовку массой 240 кг и поражающие цель на расстоянии до 20 км;
- 2 носовых 406-мм торпедных аппаратов;
  - 6 легких противолодочных торпед Bofors Underwater Systems Type 43[3]

## Представители
Заказ был сделан 28 марта 1990, но требования были изменены 5 сентября 1991 для установки моторов Стирлинга. Это утяжелило лодку на 200 тонн и добавило 7,5 метров длины. По первоначальному плану должны были построить 5 лодок, но возросшие расходы заставили сократить заказ до трёх.
| Название          | Буквенное обозначение | Дата закладки        | Спуск на воду         | Ввод в строй         |
| ----------------- | --------------------- | -------------------- | --------------------- | -------------------- |
| Готланд (Gotland) | Gtd                   | 20 ноября 1992 года  | 2 февраля 1995 года   | 2 сентября 1996 года |
| Уппланд (Uppland) | Upd                   | 14 января 1994       | 9 февраля 1996        | 1 мая 1997 года      |
| Халланд (Halland) | Hnd                   | 21 октября 1994 года | 27 сентября 1996 года | 1 октября 1997 года  |